# جيسينيس

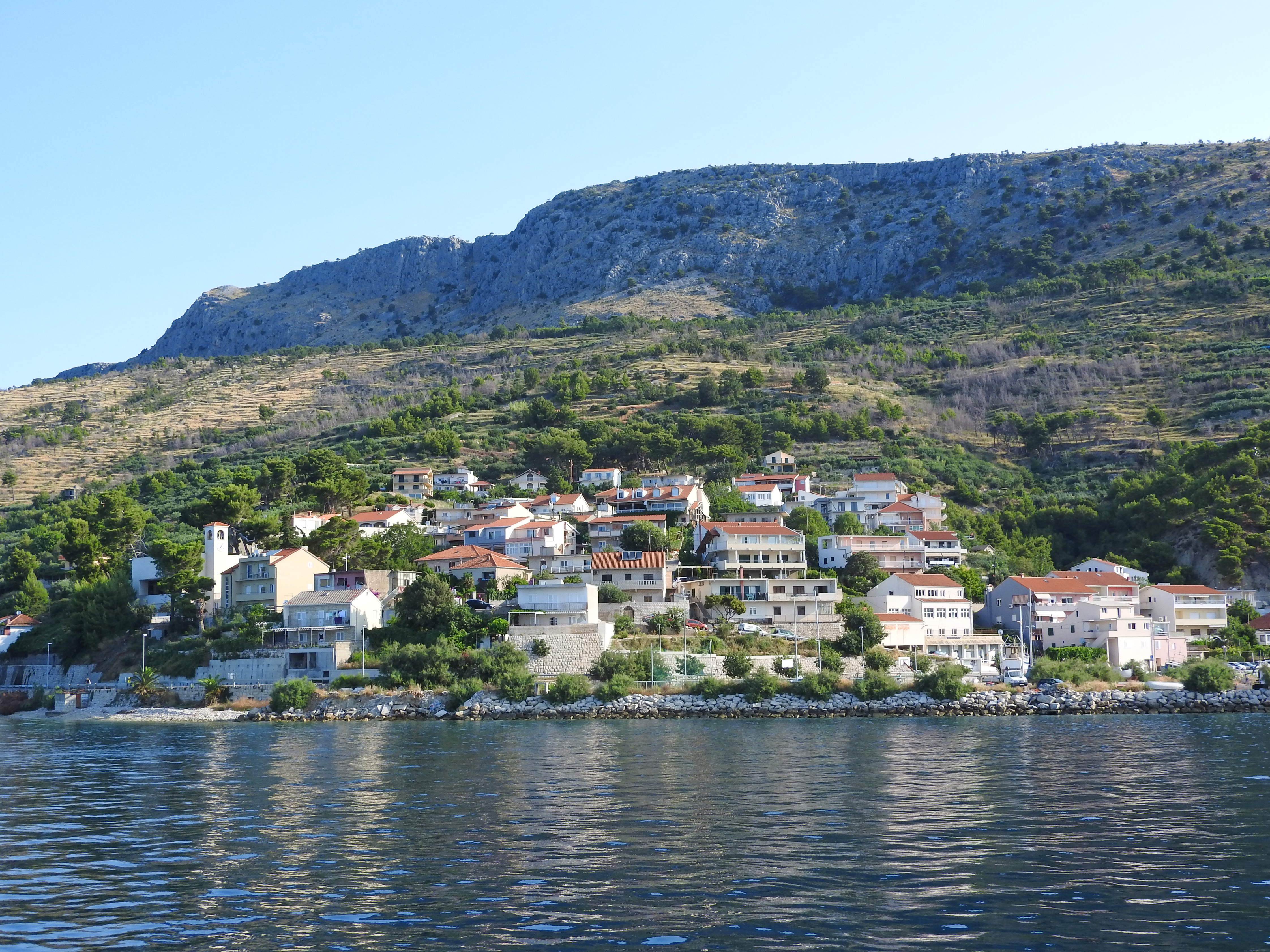
منظر جيسينيس

جيسينيس هي مستوطنة قريبة من دوجي رات في كرواتيا عدد سكانها 2,089 نسمة (تعداد 2011). وتتكون من قرى باجنيس وكريلو وأوريج وسوهي بوتوك.